# Strozza
Strozza – miejscowość i gmina we Włoszech, w regionie Lombardia, w prowincji Bergamo.
Według danych na styczeń 2009 gminę zamieszkiwało 1078 osób przy gęstości zaludnienia 280 os./1 km².